# Zápytiv
Zápytiv (ucraniano: За́питів; polaco: Zapytów) es un asentamiento de tipo urbano de Ucrania, constituido administrativamente como una pedanía del vecino asentamiento de Noví Yárychiv, en el raión de Leópolis de la óblast de Leópolis.
En 2017, el asentamiento tenía una población de 2926 habitantes.
Se ubica unos 5 km al oeste de la capital municipal Noví Yárychiv, sobre la carretera que lleva a Leópolis.

## Historia
Se conoce la existencia del pueblo en documentos desde 1392. Fue una pequeña localidad rural hasta el siglo XX, cuando creció por su cercanía a la ciudad de Leópolis. La RSS de Ucrania le dio el estatus de asentamiento de tipo urbano en 1987.  Antes de su integración en el actual municipio de Noví Yárychiv en la reforma territorial de 2020, Zápytiv formaba por sí solo un ayuntamiento urbano sin pedanías en el raión de Kámyanka-Buzka.